# ATP Tour 2001
L'edizione 2001 dell'ATP Tour è iniziata il 1º gennaio con l'AAPT Championships e si è conclusa il 12 novembre con la Tennis Masters Cup.
L'ATP Tour è una serie di tornei maschili di tennis organizzati dall'ATP. Questa comprende i tornei del Grande Slam (organizzati in collaborazione con l'International Tennis Federation (ITF)), il Tennis Masters Cup, i tornei dell'ATP Masters Series, dell'International Series Gold e dell'International Series.

## Calendario
Legenda
| Grande Slam                   |
| ATP World Tour Finals         |
| ATP Masters Series            |
| ATP International Series Gold |
| ATP International Series      |
| Torneo a squadre              |

### Gennaio
| Settimana  | Torneo | Vincitore                                            | Finalista                        | Semifinalisti                       | Quarti                                                            |
| ---------- | --- | ---------------------------------------------------- | -------------------------------- | ----------------------------------- | ----------------------------------------------------------------- |
| 1º gennaio | AAPT Championships 2001 Adelaide, Australia International Series 375 000 $ Cemento Singolare - Doppio       | Tommy Haas 6–3, 6–1                                  | Nicolás Massú                    | Jason Stoltenberg Tim Henman        | Lleyton Hewitt Alberto Martín Ivan Ljubičić Thomas Johansson      |
| 1º gennaio | AAPT Championships 2001 Adelaide, Australia International Series 375 000 $ Cemento Singolare - Doppio       | David Macpherson Grant Stafford 6(5)–7, 6–4, 6–4     | Wayne Arthurs Todd Woodbridge    | Jason Stoltenberg Tim Henman        | Lleyton Hewitt Alberto Martín Ivan Ljubičić Thomas Johansson      |
| 1º gennaio | Gold Flake Open 2001 Chennai, India International Series 400 000 $ Cemento Singolare - Doppio               | Michal Tabara 6–2, 7–6(4)                            | Andrej Stoljarov                 | Kristian Pless Tommy Robredo        | Adrian Voinea Cédric Pioline Cyril Saulnier Peter Wessels         |
| 1º gennaio | Gold Flake Open 2001 Chennai, India International Series 400 000 $ Cemento Singolare - Doppio               | Byron Black Wayne Black 6–4, 6–3                     | Barry Cowan Mosè Navarra         | Kristian Pless Tommy Robredo        | Adrian Voinea Cédric Pioline Cyril Saulnier Peter Wessels         |
| 1º gennaio | Qatar ExxonMobil Open 2001 Doha, Qatar International Series 1 000 000 $ Cemento Singolare - Doppio          | Marcelo Ríos 6–3, 2–6, 6–3                           | Bohdan Ulihrach                  | Nicolas Escudé Vladimir Volčkov     | Evgenij Kafel'nikov Hicham Arazi Fernando Vicente Nicolas Kiefer  |
| 1º gennaio | Qatar ExxonMobil Open 2001 Doha, Qatar International Series 1 000 000 $ Cemento Singolare - Doppio          | Mark Knowles Daniel Nestor 6–1, 6–3                  | Joan Balcells Andrej Ol'chovskij | Nicolas Escudé Vladimir Volčkov     | Evgenij Kafel'nikov Hicham Arazi Fernando Vicente Nicolas Kiefer  |
| 8 gennaio  | Heineken Open 2001 Auckland, Nuova Zelanda International Series 375 000 $ Cemento Singolare - Doppio        | Dominik Hrbatý 6–4, 2–6, 6–3                         | Francisco Clavet                 | Greg Rusedski Joan Balcells         | Stefan Koubek Jan-Michael Gambill Glenn Weiner Thomas Johansson   |
| 8 gennaio  | Heineken Open 2001 Auckland, Nuova Zelanda International Series 375 000 $ Cemento Singolare - Doppio        | Marius Barnard Jim Thomas 7–6(10), 6–4               | David Adams Martín García        | Greg Rusedski Joan Balcells         | Stefan Koubek Jan-Michael Gambill Glenn Weiner Thomas Johansson   |
| 8 gennaio  | Adidas International 2001 Sydney, Australia International Series 400 000 $ Cemento Singolare - Doppio       | Lleyton Hewitt 6–4, 6–1                              | Magnus Norman                    | Jonas Björkman Sébastien Grosjean   | George Bastl Rainer Schüttler Roger Federer Fabrice Santoro       |
| 8 gennaio  | Adidas International 2001 Sydney, Australia International Series 400 000 $ Cemento Singolare - Doppio       | Daniel Nestor Sandon Stolle 2–6, 7–6, 7–6            | Jonas Björkman Todd Woodbridge   | Jonas Björkman Sébastien Grosjean   | George Bastl Rainer Schüttler Roger Federer Fabrice Santoro       |
| 15 gennaio | Australian Open 2001 Melbourne, Australia Grande Slam 3 568 313 $ Cemento Singolare - Doppio - Doppio misto | Andre Agassi 6–4, 6–2, 6–2                           | Arnaud Clément                   | Sébastien Grosjean Patrick Rafter   | Evgenij Kafel'nikov Carlos Moyá Todd Martin Dominik Hrbatý        |
| 15 gennaio | Australian Open 2001 Melbourne, Australia Grande Slam 3 568 313 $ Cemento Singolare - Doppio - Doppio misto | Jonas Björkman Todd Woodbridge 6–1, 5–7, 6–4, 6–4    | Byron Black David Prinosil       | Sébastien Grosjean Patrick Rafter   | Evgenij Kafel'nikov Carlos Moyá Todd Martin Dominik Hrbatý        |
| 15 gennaio | Australian Open 2001 Melbourne, Australia Grande Slam 3 568 313 $ Cemento Singolare - Doppio - Doppio misto | Doppio misto: Ellis Ferreira Corina Morariu 6–1, 6–3 | Joshua Eagle Barbara Schett      | Sébastien Grosjean Patrick Rafter   | Evgenij Kafel'nikov Carlos Moyá Todd Martin Dominik Hrbatý        |
| 29 gennaio | Cerveza Club Colombia Open 2001 Bogotà, Colombia International Series 400 000 $ Terra Singolare - Doppio    | Fernando Vicente 6–4, 7–6(6)                         | Juan Ignacio Chela               | Juan Albert Viloca Alexandre Simoni | Mauricio Hadad David Nalbandian Guillermo Coria Andrej Stoljarov  |
| 29 gennaio | Cerveza Club Colombia Open 2001 Bogotà, Colombia International Series 400 000 $ Terra Singolare - Doppio    | Mariano Hood Sebastián Prieto 6–2, 6–4               | Martín Rodriguez André Sá        | Juan Albert Viloca Alexandre Simoni | Mauricio Hadad David Nalbandian Guillermo Coria Andrej Stoljarov  |
| 29 gennaio | Milan Indoor 2001 Milano, Italia International Series 400 000 $ Sintetico (indoor) Singolare - Doppio       | Roger Federer 6–4, 6(7)–7, 6–4                       | Julien Boutter                   | Greg Rusedski Evgenij Kafel'nikov   | Marat Safin Jan-Michael Gambill Goran Ivanišević Vladimir Volčkov |
| 29 gennaio | Milan Indoor 2001 Milano, Italia International Series 400 000 $ Sintetico (indoor) Singolare - Doppio       | Paul Haarhuis Sjeng Schalken 7–6(5), 7–6(4)          | Johan Landsberg Tom Vanhoudt     | Greg Rusedski Evgenij Kafel'nikov   | Marat Safin Jan-Michael Gambill Goran Ivanišević Vladimir Volčkov |

### Febbraio
| Settimana   | Torneo | Vincitore                                         | Finalista                          | Semifinalisti                      | Quarti                                                                |
| ----------- | --- | ------------------------------------------------- | ---------------------------------- | ---------------------------------- | --------------------------------------------------------------------- |
| 12 febbraio | Copenaghen Open 2001 Copenaghen, Danimarca International Series 350 000 $ Cemento (indoor) Singolare - Doppio                | Tim Henman 6–3, 6–4                               | Andreas Vinciguerra                | Jan Siemerink Michail Južnyj       | Bohdan Ulihrach Cecil Mamiit Lars Burgsmüller Magnus Gustafsson       |
| 12 febbraio | Copenaghen Open 2001 Copenaghen, Danimarca International Series 350 000 $ Cemento (indoor) Singolare - Doppio                | Wayne Black Kevin Ullyett 6–3, 6–3                | Jiří Novák David Rikl              | Jan Siemerink Michail Južnyj       | Bohdan Ulihrach Cecil Mamiit Lars Burgsmüller Magnus Gustafsson       |
| 12 febbraio | Open 13 2001 Marsiglia, Francia International Series 500 000 $ Cemento (indoor) Singolare - Doppio                           | Evgenij Kafel'nikov 7–6(5), 6–2                   | Sébastien Grosjean                 | Maks Mirny Roger Federer           | Julien Boutter Karol Kučera Michel Kratochvil Cédric Pioline          |
| 12 febbraio | Open 13 2001 Marsiglia, Francia International Series 500 000 $ Cemento (indoor) Singolare - Doppio                           | Julien Boutter Fabrice Santoro 7–6(7), 7–5        | Michael Hill Jeff Tarango          | Maks Mirny Roger Federer           | Julien Boutter Karol Kučera Michel Kratochvil Cédric Pioline          |
| 12 febbraio | Chevrolet Cup 2001 Viña del Mar, Cile International Series 375 000 $ Terra Singolare - Doppio                                | Guillermo Coria 4–6, 6–2, 7–5                     | Gastón Gaudio                      | Mariano Zabaleta Albert Portas     | Alberto Martín Feliciano López Francisco Clavet David Nalbandian      |
| 12 febbraio | Chevrolet Cup 2001 Viña del Mar, Cile International Series 375 000 $ Terra Singolare - Doppio                                | Lucas Arnold Ker Tomás Carbonell 6–4, 2–6, 6–3    | Mariano Hood Sebastián Prieto      | Mariano Zabaleta Albert Portas     | Alberto Martín Feliciano López Francisco Clavet David Nalbandian      |
| 19 febbraio | Copa AT&T 2001 Buenos Aires, Argentina International Series 625 000 $ Terra Singolare - Doppio                               | Gustavo Kuerten 6–1, 6–3                          | José Acasuso                       | Fernando Vicente Gastón Gaudio     | Guillermo Cañas Markus Hipfl Guillermo Coria Franco Squillari         |
| 19 febbraio | Copa AT&T 2001 Buenos Aires, Argentina International Series 625 000 $ Terra Singolare - Doppio                               | Lucas Arnold Ker Tomás Carbonell 5–7, 7–5, 7–6(5) | Mariano Hood Sebastián Prieto      | Fernando Vicente Gastón Gaudio     | Guillermo Cañas Markus Hipfl Guillermo Coria Franco Squillari         |
| 19 febbraio | Kroger St. Jude International 2001 Memphis, USA International Series Gold 800 000 $ Cemento (indoor) Singolare - Doppio      | Mark Philippoussis 6–3, 6(5)–7, 6–3               | Davide Sanguinetti                 | Sébastien Lareau Tommy Haas        | Chris Woodruff Jason Stoltenberg Jan-Michael Gambill Dmitrij Tursunov |
| 19 febbraio | Kroger St. Jude International 2001 Memphis, USA International Series Gold 800 000 $ Cemento (indoor) Singolare - Doppio      | Bob Bryan Mike Bryan 6–3, 7–6(3)                  | Alex O'Brien Jonathan Stark        | Sébastien Lareau Tommy Haas        | Chris Woodruff Jason Stoltenberg Jan-Michael Gambill Dmitrij Tursunov |
| 19 febbraio | Rotterdam Open 2001 Rotterdam, Paesi Bassi International Series Gold 850 000 $ Cemento (indoor) Singolare - Doppio           | Nicolas Escudé 7–5, 3–6, 7–6(5)                   | Roger Federer                      | Vladimir Volčkov Andrei Pavel      | Andreas Vinciguerra Ivan Ljubičić Àlex Corretja Nicolas Kiefer        |
| 19 febbraio | Rotterdam Open 2001 Rotterdam, Paesi Bassi International Series Gold 850 000 $ Cemento (indoor) Singolare - Doppio           | Jonas Björkman Roger Federer 6–3, 6–0             | Petr Pála Pavel Vízner             | Vladimir Volčkov Andrei Pavel      | Andreas Vinciguerra Ivan Ljubičić Àlex Corretja Nicolas Kiefer        |
| 26 febbraio | Abierto Mexicano de Tenis 2001 Acapulco, Messico International Series Gold 800 000 $ Terra Singolare - Doppio                | Gustavo Kuerten 6–4, 6–2                          | Galo Blanco                        | Guillermo Cañas Carlos Moyá        | Fernando Meligeni Gastón Gaudio Sergi Bruguera Christian Ruud         |
| 26 febbraio | Abierto Mexicano de Tenis 2001 Acapulco, Messico International Series Gold 800 000 $ Terra Singolare - Doppio                | Donald Johnson Gustavo Kuerten 6–3, 7–6(5)        | David Adams Martín García          | Guillermo Cañas Carlos Moyá        | Fernando Meligeni Gastón Gaudio Sergi Bruguera Christian Ruud         |
| 26 febbraio | Duty Free Dubai Tennis Open 2001 Dubai, Emirati Arabi Uniti International Series Gold 1 000 000 $ Cemento Singolare - Doppio | Juan Carlos Ferrero 6–2, 3–1, ritiro              | Marat Safin                        | Thomas Johansson Dominik Hrbatý    | Andrij Medvedjev Maks Mirny Lars Burgsmüller Magnus Norman            |
| 26 febbraio | Duty Free Dubai Tennis Open 2001 Dubai, Emirati Arabi Uniti International Series Gold 1 000 000 $ Cemento Singolare - Doppio | Joshua Eagle Sandon Stolle 6–4, 6–4               | Daniel Nestor Nenad Zimonjić       | Thomas Johansson Dominik Hrbatý    | Andrij Medvedjev Maks Mirny Lars Burgsmüller Magnus Norman            |
| 26 febbraio | Sybase Open 2001 San Jose, USA International Series 400 000 $ Cemento (indoor) Singolare - Doppio                            | Greg Rusedski 6–3, 6–4                            | Andre Agassi                       | Jan-Michael Gambill Xavier Malisse | Sargis Sargsian Joan Balcells Tommy Haas Lleyton Hewitt               |
| 26 febbraio | Sybase Open 2001 San Jose, USA International Series 400 000 $ Cemento (indoor) Singolare - Doppio                            | Mark Knowles Brian MacPhie 6–3, 7–6(4)            | Jan-Michael Gambill Jonathan Stark | Jan-Michael Gambill Xavier Malisse | Sargis Sargsian Joan Balcells Tommy Haas Lleyton Hewitt               |

### Marzo
| Settimana | Torneo | Vincitore                                   | Finalista                      | Semifinalisti                      | Quarti                                                             |
| --------- | --- | ------------------------------------------- | ------------------------------ | ---------------------------------- | ------------------------------------------------------------------ |
| 5 marzo   | Citrix Tennis Championships 2001 Delray Beach, USA International Series 350 000 $ Cemento Singolare - Doppio     | Jan-Michael Gambill 7–5, 6–4                | Xavier Malisse                 | Wayne Arthurs Peter Wessels        | Patrick Rafter Chris Woodruff Edwin Kempes Fabrice Santoro         |
| 5 marzo   | Citrix Tennis Championships 2001 Delray Beach, USA International Series 350 000 $ Cemento Singolare - Doppio     | Jan-Michael Gambill Andy Roddick 6–3, 6–4   | Thomas Shimada Myles Wakefield | Wayne Arthurs Peter Wessels        | Patrick Rafter Chris Woodruff Edwin Kempes Fabrice Santoro         |
| 5 marzo   | Franklin Templeton Tennis Classic 2001 Scottsdale, USA International Series 400 000 $ Cemento Singolare - Doppio | Francisco Clavet 6–4, 6–2                   | Magnus Norman                  | Harel Levy Lleyton Hewitt          | Tim Henman Mardy Fish Marcelo Ríos Nicolás Massú                   |
| 5 marzo   | Franklin Templeton Tennis Classic 2001 Scottsdale, USA International Series 400 000 $ Cemento Singolare - Doppio | Donald Johnson Jared Palmer 7–6(3), 6–2     | Marcelo Ríos Sjeng Schalken    | Harel Levy Lleyton Hewitt          | Tim Henman Mardy Fish Marcelo Ríos Nicolás Massú                   |
| 12 marzo  | Indian Wells Open 2001 Indian Wells, USA Masters Series 2 950 000 $ Cemento Singolare - Doppio                   | Andre Agassi 7–6(5), 7–5, 6–1               | Pete Sampras                   | Evgenij Kafel'nikov Lleyton Hewitt | Jan-Michael Gambill Patrick Rafter Nicolás Lapentti Nicolas Escudé |
| 12 marzo  | Indian Wells Open 2001 Indian Wells, USA Masters Series 2 950 000 $ Cemento Singolare - Doppio                   | Wayne Ferreira Evgenij Kafel'nikov 6–2, 7–5 | Jonas Björkman Todd Woodbridge | Evgenij Kafel'nikov Lleyton Hewitt | Jan-Michael Gambill Patrick Rafter Nicolás Lapentti Nicolas Escudé |
| 19 marzo  | Miami Masters 2001 Miami, USA Masters Series 3 400 000 $ Cemento Singolare - Doppio                              | Andre Agassi 7–6(4), 6–1, 6–0               | Jan-Michael Gambill            | Patrick Rafter Lleyton Hewitt      | Roger Federer Ivan Ljubičić Andy Roddick Gastón Gaudio             |
| 19 marzo  | Miami Masters 2001 Miami, USA Masters Series 3 400 000 $ Cemento Singolare - Doppio                              | Jiří Novák David Rikl 7–5, 7–6(3)           | Jonas Björkman Todd Woodbridge | Patrick Rafter Lleyton Hewitt      | Roger Federer Ivan Ljubičić Andy Roddick Gastón Gaudio             |

### Aprile
| Settimana | Torneo | Vincitore                                    | Finalista                      | Semifinalisti                      | Quarti                                                          |
| --------- | --- | -------------------------------------------- | ------------------------------ | ---------------------------------- | --------------------------------------------------------------- |
| 9 aprile  | Grand Prix Hassan II 2001 Casablanca, Marocco International Series 350 000 $ Terra Singolare - Doppio                        | Guillermo Cañas 7–5, 6–2                     | Tommy Robredo                  | Younes El Aynaoui Sergi Bruguera   | Mariano Zabaleta Germán Puentes Andrea Gaudenzi Attila Sávolt   |
| 9 aprile  | Grand Prix Hassan II 2001 Casablanca, Marocco International Series 350 000 $ Terra Singolare - Doppio                        | Michael Hill Jeff Tarango 7–6(2), 6–3        | Pablo Albano David Macpherson  | Younes El Aynaoui Sergi Bruguera   | Mariano Zabaleta Germán Puentes Andrea Gaudenzi Attila Sávolt   |
| 9 aprile  | Estoril Open 2001 Estoril, Portogallo International Series 625 000 $ Terra Singolare - Doppio                                | Juan Carlos Ferrero 7–6(3), 4–6, 6–3         | Félix Mantilla                 | Albert Portas Andrei Pavel         | Albert Montañés Dominik Hrbatý Franco Squillari Markus Hipfl    |
| 9 aprile  | Estoril Open 2001 Estoril, Portogallo International Series 625 000 $ Terra Singolare - Doppio                                | Radek Štěpánek Michal Tabara 6–4, 6–2        | Donald Johnson Nenad Zimonjić  | Albert Portas Andrei Pavel         | Albert Montañés Dominik Hrbatý Franco Squillari Markus Hipfl    |
| 16 aprile | Monte Carlo Open 2001 Monte Carlo, Monaco Masters Series 2 950 000 $ Terra Singolare - Doppio                                | Gustavo Kuerten 6–3, 6–2, 6–4                | Hicham Arazi                   | Sébastien Grosjean Guillermo Coria | Roger Federer Tim Henman Alberto Martín Sjeng Schalken          |
| 16 aprile | Monte Carlo Open 2001 Monte Carlo, Monaco Masters Series 2 950 000 $ Terra Singolare - Doppio                                | Jonas Björkman Todd Woodbridge 3–6, 6–4, 6–2 | Joshua Eagle Andrew Florent    | Sébastien Grosjean Guillermo Coria | Roger Federer Tim Henman Alberto Martín Sjeng Schalken          |
| 23 aprile | Verizon Tennis Challenge 2001 Atlanta, USA International Series 400 000 $ Terra Singolare - Doppio                           | Andy Roddick 6–2, 6–4                        | Xavier Malisse                 | Jérôme Golmard Stefan Koubek       | Christophe Rochus Andrew Ilie Hyung-Taik Lee Fernando Meligeni  |
| 23 aprile | Verizon Tennis Challenge 2001 Atlanta, USA International Series 400 000 $ Terra Singolare - Doppio                           | Mahesh Bhupathi Leander Paes 6–3, 7–6(7)     | Rick Leach David Macpherson    | Jérôme Golmard Stefan Koubek       | Christophe Rochus Andrew Ilie Hyung-Taik Lee Fernando Meligeni  |
| 23 aprile | Open Seat-Godo 2001 Barcellona, Spagna International Series Gold 1 000 000 $ Terra Singolare - Doppio                        | Juan Carlos Ferrero 4–6, 7–5, 6–3, 3–6, 7–5  | Carlos Moyá                    | Thomas Enqvist Michel Kratochvil   | Federico Luzzi Àlex Corretja Félix Mantilla Albert Portas       |
| 23 aprile | Open Seat-Godo 2001 Barcellona, Spagna International Series Gold 1 000 000 $ Terra Singolare - Doppio                        | Donald Johnson Jared Palmer 7–6(2), 6–4      | Tommy Robredo Fernando Vicente | Thomas Enqvist Michel Kratochvil   | Federico Luzzi Àlex Corretja Félix Mantilla Albert Portas       |
| 30 aprile | U.S. Men's Clay Court Championships 2001 Houston, USA International Series 350 000 $ Terra Singolare - Doppio                | Andy Roddick 7–5, 6–3                        | Hyung-Taik Lee                 | Jérôme Golmard Michal Tabara       | Stefan Koubek Jiří Vaněk Olivier Rochus Andrew Ilie             |
| 30 aprile | U.S. Men's Clay Court Championships 2001 Houston, USA International Series 350 000 $ Terra Singolare - Doppio                | Mahesh Bhupathi Leander Paes 7–6(4), 6–2     | Kevin Kim Jim Thomas           | Jérôme Golmard Michal Tabara       | Stefan Koubek Jiří Vaněk Olivier Rochus Andrew Ilie             |
| 30 aprile | Mallorca Open 2001 Maiorca, Spagna International Series 500 000 $ Terra Singolare - Doppio                                   | Alberto Martín 6–3, 3–6, 6–2                 | Guillermo Coria                | Joan Balcells Carlos Moyá          | Agustín Calleri Juan Antonio Marín Nicolas Kiefer Sláva Doseděl |
| 30 aprile | Mallorca Open 2001 Maiorca, Spagna International Series 500 000 $ Terra Singolare - Doppio                                   | Donald Johnson Jared Palmer 7–5, 6–3         | Feliciano López Francisco Roig | Joan Balcells Carlos Moyá          | Agustín Calleri Juan Antonio Marín Nicolas Kiefer Sláva Doseděl |
| 30 aprile | Internazionali di Tennis di Baviera 2001 Monaco di Baviera, Germania International Series 400 000 $ Terra Singolare - Doppio | Jiří Novák 6–4, 7–5                          | Antony Dupuis                  | Younes El Aynaoui Bohdan Ulihrach  | Tomas Behrend Flávio Saretta Franco Squillari Wayne Arthurs     |
| 30 aprile | Internazionali di Tennis di Baviera 2001 Monaco di Baviera, Germania International Series 400 000 $ Terra Singolare - Doppio | Petr Luxa Radek Štěpánek 5–7, 6–2, 7–6(5)    | Jaime Oncins Daniel Orsanic    | Younes El Aynaoui Bohdan Ulihrach  | Tomas Behrend Flávio Saretta Franco Squillari Wayne Arthurs     |

### Maggio
| Settimana | Torneo | Vincitore                                                     | Finalista                   | Semifinalisti                          | Quarti                                                           |
| --------- | --- | ------------------------------------------------------------- | --------------------------- | -------------------------------------- | ---------------------------------------------------------------- |
| 7 maggio  | Rome Masters 2001 Roma, Italia Masters Series 2 950 000 $ Terra Singolare - Doppio                                      | Juan Carlos Ferrero 3–6, 6–1, 2–6, 6–4, 6–2                   | Gustavo Kuerten             | Andreas Vinciguerra Nicolás Lapentti   | Àlex Corretja Harel Levy Jacobo Díaz Wayne Ferreira              |
| 7 maggio  | Rome Masters 2001 Roma, Italia Masters Series 2 950 000 $ Terra Singolare - Doppio                                      | Wayne Ferreira Evgenij Kafel'nikov 6–4, 7–6(6)                | Daniel Nestor Sandon Stolle | Andreas Vinciguerra Nicolás Lapentti   | Àlex Corretja Harel Levy Jacobo Díaz Wayne Ferreira              |
| 14 maggio | Hamburg Masters 2001 Amburgo, Germania Masters Series 2 950 000 $ Terra Singolare - Doppio                              | Albert Portas 4–6, 6–2, 0–6, 7–6(5), 7–5                      | Juan Carlos Ferrero         | Albert Costa Lleyton Hewitt            | Thomas Johansson Fabrice Santoro Alberto Martín Franco Squillari |
| 14 maggio | Hamburg Masters 2001 Amburgo, Germania Masters Series 2 950 000 $ Terra Singolare - Doppio                              | Jonas Björkman Todd Woodbridge 7–6(2), 3–6, 6–3               | Daniel Nestor Sandon Stolle | Albert Costa Lleyton Hewitt            | Thomas Johansson Fabrice Santoro Alberto Martín Franco Squillari |
| 21 maggio | World Team Cup 2001 Düsseldorf, Germania World Team Cup 2 100 000 $ Clay                                                | Australia 2–1                                                 | Russia                      | Stati Uniti Spagna                     | Francia Argentina Germania Svezia                                |
| 21 maggio | Internationaler Raiffeisen Grand Prix 2001 St. Poelten, Austria International Series 425 000 $ Terra Singolare - Doppio | Andrea Gaudenzi 6–0, 7–5                                      | Markus Hipfl                | Michal Tabara Magnus Gustafsson        | Ivan Ljubičić Xavier Malisse Jan Siemerink Andrei Pavel          |
| 21 maggio | Internationaler Raiffeisen Grand Prix 2001 St. Poelten, Austria International Series 425 000 $ Terra Singolare - Doppio | Petr Pála David Rikl 6–3, 5–7, 7–5                            | Jaime Oncins Daniel Orsanic | Michal Tabara Magnus Gustafsson        | Ivan Ljubičić Xavier Malisse Jan Siemerink Andrei Pavel          |
| 28 maggio | Open di Francia 2001 Parigi, Francia Grande Slam 4 458 217 $ Terra Singolare - Doppio - Doppio misto                    | Gustavo Kuerten 6(0)–7, 7–5, 6–2, 6–0                         | Àlex Corretja               | Juan Carlos Ferrero Sébastien Grosjean | Evgenij Kafel'nikov Lleyton Hewitt Andre Agassi Roger Federer    |
| 28 maggio | Open di Francia 2001 Parigi, Francia Grande Slam 4 458 217 $ Terra Singolare - Doppio - Doppio misto                    | Mahesh Bhupathi Leander Paes 7–6(5), 6–3                      | Petr Pála Pavel Vízner      | Juan Carlos Ferrero Sébastien Grosjean | Evgenij Kafel'nikov Lleyton Hewitt Andre Agassi Roger Federer    |
| 28 maggio | Open di Francia 2001 Parigi, Francia Grande Slam 4 458 217 $ Terra Singolare - Doppio - Doppio misto                    | Doppio Misto: Tomás Carbonell Virginia Ruano Pascual 7–5, 6–3 | Jaime Oncins Paola Suárez   | Juan Carlos Ferrero Sébastien Grosjean | Evgenij Kafel'nikov Lleyton Hewitt Andre Agassi Roger Federer    |

### Giugno
| Settimana | Torneo | Vincitore                                                  | Finalista                    | Semifinalisti                      | Quarti                                                              |
| --------- | --- | ---------------------------------------------------------- | ---------------------------- | ---------------------------------- | ------------------------------------------------------------------- |
| 11 giugno | Halle Open 2001 Halle, Germania International Series 1 000 000 $ Erba Singolare - Doppio                                   | Thomas Johansson 6–3, 6(5)–7, 6–2                          | Fabrice Santoro              | Evgenij Kafel'nikov Patrick Rafter | Nicolas Escudé Jonas Björkman Lars Burgsmüller Roger Federer        |
| 11 giugno | Halle Open 2001 Halle, Germania International Series 1 000 000 $ Erba Singolare - Doppio                                   | Daniel Nestor Sandon Stolle 6–4, 6(5)–7, 6–1               | Maks Mirny Patrick Rafter    | Evgenij Kafel'nikov Patrick Rafter | Nicolas Escudé Jonas Björkman Lars Burgsmüller Roger Federer        |
| 11 giugno | Queen's Club Championships 2001 Queen's Club, Londra, Gran Bretagna International Series 800 000 $ Erba Singolare - Doppio | Lleyton Hewitt 7–6(3), 7–6(3)                              | Tim Henman                   | Wayne Ferreira Pete Sampras        | Peter Wessels Paradorn Srichaphan Greg Rusedski Jan-Michael Gambill |
| 11 giugno | Queen's Club Championships 2001 Queen's Club, Londra, Gran Bretagna International Series 800 000 $ Erba Singolare - Doppio | Bob Bryan Mike Bryan 6–3, 3–6, 6–1                         | Eric Taino David Wheaton     | Wayne Ferreira Pete Sampras        | Peter Wessels Paradorn Srichaphan Greg Rusedski Jan-Michael Gambill |
| 18 giugno | Heineken Trophy 2001 's-Hertogenbosch, Paesi Bassi International Series 400 000 $ Erba Singolare - Doppio                  | Lleyton Hewitt 6–3, 6–4                                    | Guillermo Cañas              | Roger Federer Tommy Robredo        | Gilles Elseneer Raemon Sluiter Xavier Malisse Sjeng Schalken        |
| 18 giugno | Heineken Trophy 2001 's-Hertogenbosch, Paesi Bassi International Series 400 000 $ Erba Singolare - Doppio                  | Paul Haarhuis Sjeng Schalken 6–4, 6–4                      | Martin Damm Cyril Suk        | Roger Federer Tommy Robredo        | Gilles Elseneer Raemon Sluiter Xavier Malisse Sjeng Schalken        |
| 18 giugno | Nottingham Open 2001 Nottingham, Gran Bretagna International Series 400 000 $ Erba Singolare - Doppio                      | Thomas Johansson 7–5, 6–3                                  | Harel Levy                   | Greg Rusedski Andy Roddick         | Martin Lee Wayne Arthurs Michel Kratochvil Wayne Ferreira           |
| 18 giugno | Nottingham Open 2001 Nottingham, Gran Bretagna International Series 400 000 $ Erba Singolare - Doppio                      | Donald Johnson Jared Palmer 6–4, 6–2                       | Paul Hanley Andrew Kratzmann | Greg Rusedski Andy Roddick         | Martin Lee Wayne Arthurs Michel Kratochvil Wayne Ferreira           |
| 25 giugno | Torneo di Wimbledon 2001 Wimbledon, Londra, Gran Bretagna Grand Slam 5 476 166 $ Erba Singolare - Doppio - Misto           | Goran Ivanišević 6–3, 3–6, 6–3, 2–6, 9–7                   | Patrick Rafter               | Tim Henman Andre Agassi            | Roger Federer Marat Safin Thomas Enqvist Nicolas Escudé             |
| 25 giugno | Torneo di Wimbledon 2001 Wimbledon, Londra, Gran Bretagna Grand Slam 5 476 166 $ Erba Singolare - Doppio - Misto           | Donald Johnson Jared Palmer 6–4, 4–6, 6–3, 7–6(6)          | Jiří Novák David Rikl        | Tim Henman Andre Agassi            | Roger Federer Marat Safin Thomas Enqvist Nicolas Escudé             |
| 25 giugno | Torneo di Wimbledon 2001 Wimbledon, Londra, Gran Bretagna Grand Slam 5 476 166 $ Erba Singolare - Doppio - Misto           | Doppio Misto: Leoš Friedl Daniela Hantuchová 4–6, 6–3, 6–2 | Mike Bryan Liezel Huber      | Tim Henman Andre Agassi            | Roger Federer Marat Safin Thomas Enqvist Nicolas Escudé             |

### Luglio
| Settimana | Torneo | Vincitore                                            | Finalista                        | Semifinalisti                    | Eliminati ai quarti                                                 |
| --------- | --- | ---------------------------------------------------- | -------------------------------- | -------------------------------- | ------------------------------------------------------------------- |
| 9 luglio  | Telenordia Swedish Open 2001 Båstad, Svezia International Series 400 000 $ Terra Singolare - Doppio             | Andrea Gaudenzi 7–5, 6–3                             | Bohdan Ulihrach                  | Magnus Norman Younes El Aynaoui  | Christophe Rochus Albert Portas Tommy Robredo Michal Tabara         |
| 9 luglio  | Telenordia Swedish Open 2001 Båstad, Svezia International Series 400 000 $ Terra Singolare - Doppio             | Karsten Braasch Jens Knippschild 7–6(3), 4–6, 7–6(5) | Simon Aspelin Andrew Kratzmann   | Magnus Norman Younes El Aynaoui  | Christophe Rochus Albert Portas Tommy Robredo Michal Tabara         |
| 9 luglio  | Swiss Open Gstaad 2001 Gstaad, Svizzera International Series 600 000 $ Terra Singolare - Doppio                 | Jiří Novák 6–1, 6(5)–7, 7–5                          | Juan Carlos Ferrero              | Àlex Corretja Sébastien Grosjean | Michel Kratochvil Ivan Ljubičić Franco Squillari Cédric Pioline     |
| 9 luglio  | Swiss Open Gstaad 2001 Gstaad, Svizzera International Series 600 000 $ Terra Singolare - Doppio                 | Roger Federer Safin 1–0 ritiro                       | Michael Hill Jeff Tarango        | Àlex Corretja Sébastien Grosjean | Michel Kratochvil Ivan Ljubičić Franco Squillari Cédric Pioline     |
| 9 luglio  | Miller Lite Hall of Fame Championships 2001 Newport, USA International Series 400 000 $ Erba Singolare - Doppio | Neville Godwin 6–1, 6–4                              | Martin Lee                       | James Blake Kenneth Carlsen      | Kristian Capalik Davide Sanguinetti Michaël Llodra Rainer Schüttler |
| 9 luglio  | Miller Lite Hall of Fame Championships 2001 Newport, USA International Series 400 000 $ Erba Singolare - Doppio | Bob Bryan Mike Bryan 6–3, 7–5                        | André Sá Glenn Weiner            | James Blake Kenneth Carlsen      | Kristian Capalik Davide Sanguinetti Michaël Llodra Rainer Schüttler |
| 16 luglio | Energis Open 2001 Amsterdam, Paesi Bassi International Series 400 000 $ Terra Singolare - Doppio                | Àlex Corretja 6–3, 5–7, 7–6(0), 3–6, 6–4             | Younes El Aynaoui                | Magnus Gustafsson Sjeng Schalken | Juan Ignacio Chela Álex Calatrava Olivier Rochus Andrej Stoljarov   |
| 16 luglio | Energis Open 2001 Amsterdam, Paesi Bassi International Series 400 000 $ Terra Singolare - Doppio                | Paul Haarhuis Sjeng Schalken 6–4, 6–2                | Àlex Corretja Luis Lobo          | Magnus Gustafsson Sjeng Schalken | Juan Ignacio Chela Álex Calatrava Olivier Rochus Andrej Stoljarov   |
| 16 luglio | Mercedes Cup 2001 Stoccarda, Germania International Series Gold 800 000 $ Terra Singolare - Doppio              | Gustavo Kuerten 6–3, 6–2, 6–4                        | Guillermo Cañas                  | Jiří Novák Marc López            | Nicolás Lapentti Gastón Gaudio Alberto Martín Evgenij Kafel'nikov   |
| 16 luglio | Mercedes Cup 2001 Stoccarda, Germania International Series Gold 800 000 $ Terra Singolare - Doppio              | Guillermo Cañas Rainer Schüttler 4–6, 7–6(1), 6–4    | Michael Hill Jeff Tarango        | Jiří Novák Marc López            | Nicolás Lapentti Gastón Gaudio Alberto Martín Evgenij Kafel'nikov   |
| 16 luglio | Croatia Open Umag 2001 Umago, Croazia International Series 400 000 $ Terra Singolare - Doppio                   | Carlos Moyá 6–4, 3–6, 7–6(2)                         | Jérôme Golmard                   | David Nalbandian Adrian Voinea   | Attila Sávolt Félix Mantilla Albert Montañés Ivan Ljubičić          |
| 16 luglio | Croatia Open Umag 2001 Umago, Croazia International Series 400 000 $ Terra Singolare - Doppio                   | Sergio Roitman Andrés Schneiter 6–2, 7–5             | Ivan Ljubičić Lovro Zovko        | David Nalbandian Adrian Voinea   | Attila Sávolt Félix Mantilla Albert Montañés Ivan Ljubičić          |
| 23 luglio | Generali Open 2001 Kitzbühel, Austria International Series Gold 900 000 $ Terra Singolare - Doppio              | Nicolás Lapentti 1–6, 6–4, 7–5, 7–5                  | Albert Costa                     | Galo Blanco Guillermo Coria      | Juan Carlos Ferrero Andrei Pavel Stefan Koubek Hugo Armando         |
| 23 luglio | Generali Open 2001 Kitzbühel, Austria International Series Gold 900 000 $ Terra Singolare - Doppio              | Àlex Corretja Luis Lobo 6–1, 6–4                     | Simon Aspelin Andrew Kratzmann   | Galo Blanco Guillermo Coria      | Juan Carlos Ferrero Andrei Pavel Stefan Koubek Hugo Armando         |
| 23 luglio | Mercedes-Benz Cup 2001 Los Angeles, USA International Series 400 000 $ Cemento Singolare - Doppio               | Andre Agassi 6–4, 6–2                                | Pete Sampras                     | Gustavo Kuerten Xavier Malisse   | Tommy Haas Jan-Michael Gambill Magnus Norman Taylor Dent            |
| 23 luglio | Mercedes-Benz Cup 2001 Los Angeles, USA International Series 400 000 $ Cemento Singolare - Doppio               | Bob Bryan Mike Bryan 7–5, 7–6(6)                     | Jan-Michael Gambill Andy Roddick | Gustavo Kuerten Xavier Malisse   | Tommy Haas Jan-Michael Gambill Magnus Norman Taylor Dent            |
| 23 luglio | Idea Prokom Open 2001 Sopot, Polonia International Series 400 000 $ Terra Singolare - Doppio                    | Tommy Robredo 1–6, 7–5, 7–6(2)                       | Albert Portas                    | David Nalbandian Sargis Sargsian | Óscar Serrano Irakli Labadze David Sánchez Juan Antonio Marín       |
| 23 luglio | Idea Prokom Open 2001 Sopot, Polonia International Series 400 000 $ Terra Singolare - Doppio                    | Paul Hanley Nathan Healey 7–6(10), 6–2               | Irakli Labadze Attila Sávolt     | David Nalbandian Sargis Sargsian | Óscar Serrano Irakli Labadze David Sánchez Juan Antonio Marín       |
| 30 luglio | Canada Masters 2001 Montréal, Canada Masters Series 2 950 000 $ Cemento Singolare - Doppio                      | Andrei Pavel 7–6(3), 2–6, 6–3                        | Patrick Rafter                   | Tommy Haas Fabrice Santoro       | Andy Roddick Arnaud Clément Juan Carlos Ferrero Bohdan Ulihrach     |
| 30 luglio | Canada Masters 2001 Montréal, Canada Masters Series 2 950 000 $ Cemento Singolare - Doppio                      | Jiří Novák David Rikl 6–4, 3–6, 6–3                  | Donald Johnson Jared Palmer      | Tommy Haas Fabrice Santoro       | Andy Roddick Arnaud Clément Juan Carlos Ferrero Bohdan Ulihrach     |

### Agosto
| Settimana | Torneo                                                                                                  | Vincitore                                                  | Finalista                        | Semifinalisti                   | Quarti                                                              |
| --------- | --- | ---------------------------------------------------------- | -------------------------------- | ------------------------------- | ------------------------------------------------------------------- |
| 6 agosto  | Cincinnati Masters 2001 Cincinnati, USA Masters Series 2 950 000 $ Cemento Singolare - Doppio           | Gustavo Kuerten 6–1, 6–3                                   | Patrick Rafter                   | Tim Henman Lleyton Hewitt       | Evgenij Kafel'nikov Jan-Michael Gambill Ivan Ljubičić Greg Rusedski |
| 6 agosto  | Cincinnati Masters 2001 Cincinnati, USA Masters Series 2 950 000 $ Cemento Singolare - Doppio           | Mahesh Bhupathi Leander Paes 7–6(3), 6–3                   | Martin Damm David Prinosil       | Tim Henman Lleyton Hewitt       | Evgenij Kafel'nikov Jan-Michael Gambill Ivan Ljubičić Greg Rusedski |
| 13 agosto | RCA Championships 2001 Indianapolis, USA International Series Gold 800 000 $ Cemento Singolare - Doppio | Patrick Rafter 4–2 ritiro                                  | Gustavo Kuerten                  | Goran Ivanišević Marat Safin    | Tim Henman Younes El Aynaoui Maks Mirny Thomas Enqvist              |
| 13 agosto | RCA Championships 2001 Indianapolis, USA International Series Gold 800 000 $ Cemento Singolare - Doppio | Mark Knowles Brian MacPhie 7–6(5), 5–7, 6–4                | Mahesh Bhupathi Sébastien Lareau | Goran Ivanišević Marat Safin    | Tim Henman Younes El Aynaoui Maks Mirny Thomas Enqvist              |
| 13 agosto | Washington Open 2001 Washington, USA International Series Gold 800 000 $ Cemento Singolare - Doppio     | Andy Roddick 6–2, 6–3                                      | Sjeng Schalken                   | Andre Agassi Michael Chang      | Greg Rusedski Jérôme Golmard Fabrice Santoro Marcelo Ríos           |
| 13 agosto | Washington Open 2001 Washington, USA International Series Gold 800 000 $ Cemento Singolare - Doppio     | Martin Damm David Prinosil 7–6(5), 6–3                     | Bob Bryan Mike Bryan             | Andre Agassi Michael Chang      | Greg Rusedski Jérôme Golmard Fabrice Santoro Marcelo Ríos           |
| 20 agosto | Hamlet Cup 2001 Long Island, USA International Series 400 000 $ Cemento Singolare - Doppio              | Tommy Haas 6–2, 3–6, 6–3                                   | Pete Sampras                     | Thomas Johansson Arnaud Clément | Thomas Enqvist Félix Mantilla Fernando Meligeni Jonas Björkman      |
| 20 agosto | Hamlet Cup 2001 Long Island, USA International Series 400 000 $ Cemento Singolare - Doppio              | Jonathan Stark Kevin Ullyett 6–1, 6–4                      | Leoš Friedl Radek Štěpánek       | Thomas Johansson Arnaud Clément | Thomas Enqvist Félix Mantilla Fernando Meligeni Jonas Björkman      |
| 27 agosto | US Open 2001 Flushing Meadows, New York, USA Grande Slam 6 382 000 $ Cemento Singolare - Doppio - Misto | Lleyton Hewitt 7–6(4), 6–1, 6–1                            | Pete Sampras                     | Evgenij Kafel'nikov Marat Safin | Gustavo Kuerten Andy Roddick Mariano Zabaleta Andre Agassi          |
| 27 agosto | US Open 2001 Flushing Meadows, New York, USA Grande Slam 6 382 000 $ Cemento Singolare - Doppio - Misto | Wayne Black Kevin Ullyett 7–6(9), 2–6, 6–3                 | Donald Johnson Jared Palmer      | Evgenij Kafel'nikov Marat Safin | Gustavo Kuerten Andy Roddick Mariano Zabaleta Andre Agassi          |
| 27 agosto | US Open 2001 Flushing Meadows, New York, USA Grande Slam 6 382 000 $ Cemento Singolare - Doppio - Misto | Doppio Misto: Todd Woodbridge Rennae Stubbs 6–4, 5–7, 11–9 | Leander Paes Lisa Raymond        | Evgenij Kafel'nikov Marat Safin | Gustavo Kuerten Andy Roddick Mariano Zabaleta Andre Agassi          |

### Settembre
| Settimana    | Torneo | Vincitore                                            | Finalista                           | Semifinalisti                    | Quarti                                                               |
| ------------ | --- | ---------------------------------------------------- | ----------------------------------- | -------------------------------- | -------------------------------------------------------------------- |
| 10 settembre | Romanian Open 2001 Bucarest, Romania International Series 400 000 $ Terra Singolare - Doppio                      | Younes El Aynaoui 7–6(5), 7–6(2)                     | Albert Montañés                     | Fernando Vicente Jérôme Golmard  | Tomas Behrend Adrian Voinea Christophe Rochus Joan Balcells          |
| 10 settembre | Romanian Open 2001 Bucarest, Romania International Series 400 000 $ Terra Singolare - Doppio                      | Aleksandar Kitinov Johan Landsberg 6–4, 6(5)–7, 10–6 | Pablo Albano Marc-Kevin Goellner    | Fernando Vicente Jérôme Golmard  | Tomas Behrend Adrian Voinea Christophe Rochus Joan Balcells          |
| 10 settembre | Brasil Open 2001 Salvador, Brasile International Series 400 000 $ Cemento Singolare - Doppio                      | Jan Vacek 2–6, 7–6(2), 6–3                           | Fernando Meligeni                   | Alexandre Simoni Agustín Calleri | Flávio Saretta Ricardo Mello Ramón Delgado Guillermo Cañas           |
| 10 settembre | Brasil Open 2001 Salvador, Brasile International Series 400 000 $ Cemento Singolare - Doppio                      | Enzo Artoni Daniel Melo 6–3, 1–6, 7–6(5)             | Gastón Etlis Brent Haygarth         | Alexandre Simoni Agustín Calleri | Flávio Saretta Ricardo Mello Ramón Delgado Guillermo Cañas           |
| 10 settembre | Tashkent Open 2001 Tashkent, Uzbekistan International Series 550 000 $ Cemento Singolare - Doppio                 | Marat Safin 6–2, 6–2                                 | Evgenij Kafel'nikov                 | Sargis Sargsian Dominik Hrbatý   | Kristian Pless Sjeng Schalken Paradorn Srichaphan Rainer Schüttler   |
| 10 settembre | Tashkent Open 2001 Tashkent, Uzbekistan International Series 550 000 $ Cemento Singolare - Doppio                 | Julien Boutter Dominik Hrbatý 6–4, 3–6, 13–11        | Marius Barnard Jim Thomas           | Sargis Sargsian Dominik Hrbatý   | Kristian Pless Sjeng Schalken Paradorn Srichaphan Rainer Schüttler   |
| 17 settembre | Shanghai Open 2001 Shanghai, Cina International Series 400 000 $ Cemento Singolare - Doppio                       | Rainer Schüttler 6–3, 6–4                            | Michel Kratochvil                   | Kenneth Carlsen Francisco Clavet | Irakli Labadze Edwin Kempes Takahiro Terachi Noam Behr               |
| 17 settembre | Shanghai Open 2001 Shanghai, Cina International Series 400 000 $ Cemento Singolare - Doppio                       | Byron Black Thomas Shimada 6–2, 3–6, 7–5             | John-Laffnie de Jager Robbie Koenig | Kenneth Carlsen Francisco Clavet | Irakli Labadze Edwin Kempes Takahiro Terachi Noam Behr               |
| 24 settembre | Hong Kong Open 2001 Hong Kong, Cina International Series 400 000 $ Cemento Singolare - Doppio                     | Marcelo Ríos 7–6(3), 6–2                             | Rainer Schüttler                    | André Sá Andrew Ilie             | Juan Carlos Ferrero Jonas Björkman Sébastien Grosjean Magnus Larsson |
| 24 settembre | Hong Kong Open 2001 Hong Kong, Cina International Series 400 000 $ Cemento Singolare - Doppio                     | Karsten Braasch André Sá 6–0, 7–5                    | Petr Luxa Radek Štěpánek            | André Sá Andrew Ilie             | Juan Carlos Ferrero Jonas Björkman Sébastien Grosjean Magnus Larsson |
| 24 settembre | Campionati Internazionali di Sicilia 2001 Palermo, Italia International Series 400 000 $ Terra Singolare - Doppio | Félix Mantilla 7–6(2), 6–4                           | David Nalbandian                    | Albert Portas Tommy Robredo      | Mariano Zabaleta David Sánchez Jiří Vaněk Albert Costa               |
| 24 settembre | Campionati Internazionali di Sicilia 2001 Palermo, Italia International Series 400 000 $ Terra Singolare - Doppio | Tomás Carbonell Daniel Orsanic 6–2, 2–6, 6–2         | Enzo Artoni Emilio Benfele Álvarez  | Albert Portas Tommy Robredo      | Mariano Zabaleta David Sánchez Jiří Vaněk Albert Costa               |

### Ottobre
| Settimana  | Torneo | Vincitore                                       | Finalista                         | Semifinalisti                      | Quarti                                                              |
| ---------- | --- | ----------------------------------------------- | --------------------------------- | ---------------------------------- | ------------------------------------------------------------------- |
| 1º ottobre | Kremlin Cup 2001 Mosca, Russia International Series 1 000 000 $ Sintetico (indoor) Singolare - Doppio                 | Evgenij Kafel'nikov 6–4, 7–5                    | Nicolas Kiefer                    | Tommy Haas Dominik Hrbatý          | Thomas Johansson Magnus Gustafsson Marc Rosset Jiří Novák           |
| 1º ottobre | Kremlin Cup 2001 Mosca, Russia International Series 1 000 000 $ Sintetico (indoor) Singolare - Doppio                 | Maks Mirny Sandon Stolle 6–3, 6–0               | Mahesh Bhupathi Jeff Tarango      | Tommy Haas Dominik Hrbatý          | Thomas Johansson Magnus Gustafsson Marc Rosset Jiří Novák           |
| 1º ottobre | Japan Open Tennis Championships 2001 Tokyo, Giappone International Series Gold 800 000 $ Cemento Singolare - Doppio   | Lleyton Hewitt 6–4, 6–2                         | Michel Kratochvil                 | James Blake Karol Kučera           | Francisco Clavet Marcelo Ríos Takao Suzuki Sjeng Schalken           |
| 1º ottobre | Japan Open Tennis Championships 2001 Tokyo, Giappone International Series Gold 800 000 $ Cemento Singolare - Doppio   | Rick Leach David Macpherson 1–6, 7–6(6), 7–6(4) | Paul Hanley Nathan Healey         | James Blake Karol Kučera           | Francisco Clavet Marcelo Ríos Takao Suzuki Sjeng Schalken           |
| 8 ottobre  | Grand Prix de Tennis de Lyon 2001 Lione, Francia International Series 800 000 $ Sintetico (indoor) Singolare - Doppio | Ivan Ljubičić 6–3, 6–2                          | Younes El Aynaoui                 | Marat Safin Xavier Malisse         | Gastón Gaudio Maks Mirny Jonas Björkman Juan Carlos Ferrero         |
| 8 ottobre  | Grand Prix de Tennis de Lyon 2001 Lione, Francia International Series 800 000 $ Sintetico (indoor) Singolare - Doppio | Daniel Nestor Nenad Zimonjić 6–1, 6–2           | Arnaud Clément Sébastien Grosjean | Marat Safin Xavier Malisse         | Gastón Gaudio Maks Mirny Jonas Björkman Juan Carlos Ferrero         |
| 8 ottobre  | Vienna Open 2001 Vienna, Austria International Series Gold 800 000 $ Cemento (indoor) Singolare - Doppio              | Tommy Haas 6–2, 7–6(6), 6–4                     | Guillermo Cañas                   | Thomas Enqvist Stefan Koubek       | Bohdan Ulihrach Andreas Vinciguerra Roger Federer Michel Kratochvil |
| 8 ottobre  | Vienna Open 2001 Vienna, Austria International Series Gold 800 000 $ Cemento (indoor) Singolare - Doppio              | Martin Damm Radek Štěpánek 6–3, 6–2             | Jiří Novák David Rikl             | Thomas Enqvist Stefan Koubek       | Bohdan Ulihrach Andreas Vinciguerra Roger Federer Michel Kratochvil |
| 15 ottobre | Stuttgart Masters 2001 Stoccarda, Germania Masters Series 2 950 000 $ Cemento (indoor) Singolare - Doppio             | Tommy Haas 6–2, 6–2, 6–2                        | Maks Mirny                        | Evgenij Kafel'nikov Lleyton Hewitt | Pete Sampras Thomas Enqvist Wayne Ferreira Tim Henman               |
| 15 ottobre | Stuttgart Masters 2001 Stoccarda, Germania Masters Series 2 950 000 $ Cemento (indoor) Singolare - Doppio             | Maks Mirny Sandon Stolle 7–6(0), 7–6(4)         | Ellis Ferreira Jeff Tarango       | Evgenij Kafel'nikov Lleyton Hewitt | Pete Sampras Thomas Enqvist Wayne Ferreira Tim Henman               |
| 22 ottobre | Swiss Indoors 2001 Basilea, Svizzera International Series 1 000 000 $ Sintetico (indoor) Singolare - Doppio           | Tim Henman 6–3, 6–4, 6–2                        | Roger Federer                     | Julien Boutter Carlos Moyá         | George Bastl Andy Roddick Nikolaj Davydenko Michel Kratochvil       |
| 22 ottobre | Swiss Indoors 2001 Basilea, Svizzera International Series 1 000 000 $ Sintetico (indoor) Singolare - Doppio           | Ellis Ferreira Rick Leach 7–6(3), 6–4           | Mahesh Bhupathi Leander Paes      | Julien Boutter Carlos Moyá         | George Bastl Andy Roddick Nikolaj Davydenko Michel Kratochvil       |
| 22 ottobre | St. Petersburg Open 2001 San Pietroburgo, Russia International Series 800 000 $ Cemento (indoor) Singolare - Doppio   | Marat Safin 3–6, 6–3, 6–3                       | Rainer Schüttler                  | Michaël Llodra Evgenij Kafel'nikov | Maks Mirny Stefan Koubek Goran Ivanišević Fabrice Santoro           |
| 22 ottobre | St. Petersburg Open 2001 San Pietroburgo, Russia International Series 800 000 $ Cemento (indoor) Singolare - Doppio   | Denis Golovanov Evgenij Kafel'nikov 7–5, 6–4    | Irakli Labadze Marat Safin        | Michaël Llodra Evgenij Kafel'nikov | Maks Mirny Stefan Koubek Goran Ivanišević Fabrice Santoro           |
| 22 ottobre | Stockholm Open 2001 Stoccolma, Svezia International Series 800 000 $ Cemento (indoor) Singolare - Doppio              | Sjeng Schalken 3–6, 6–3, 6–3, 4–6, 6–3          | Jarkko Nieminen                   | Guillermo Cañas Thomas Enqvist     | Jan Vacek Wayne Ferreira Thomas Johansson Marcelo Ríos              |
| 22 ottobre | Stockholm Open 2001 Stoccolma, Svezia International Series 800 000 $ Cemento (indoor) Singolare - Doppio              | Donald Johnson Jared Palmer 6–3, 4–6, 6–3       | Jonas Björkman Todd Woodbridge    | Guillermo Cañas Thomas Enqvist     | Jan Vacek Wayne Ferreira Thomas Johansson Marcelo Ríos              |
| 29 ottobre | Paris Masters 2001 Parigi, Francia Masters Series 2 950 000 $ Sintetico (indoor) Singolare - Doppio                   | Sébastien Grosjean 7–6(3), 6–1, 6(5)–7, 6–4     | Evgenij Kafel'nikov               | Andreas Vinciguerra Tommy Haas     | Sjeng Schalken Jiří Novák Hicham Arazi Thomas Johansson             |
| 29 ottobre | Paris Masters 2001 Parigi, Francia Masters Series 2 950 000 $ Sintetico (indoor) Singolare - Doppio                   | Ellis Ferreira Rick Leach 3–6, 6–4, 6–3         | Mahesh Bhupathi Leander Paes      | Andreas Vinciguerra Tommy Haas     | Sjeng Schalken Jiří Novák Hicham Arazi Thomas Johansson             |

### Novembre
| Settimana   | Torneo                                                                                              | Vincitore                    | Finalista          | Semifinalisti                           | Eliminati ai quarti                                          |
| ----------- | --------------------------------------------------------------------------------------------------- | ---------------------------- | ------------------ | --------------------------------------- | ------------------------------------------------------------ |
| 12 novembre | Tennis Masters Cup 2001 Sydney, Australia Tennis Masters Cup 3 700 000 $ Cemento (indoor) Singolare | Lleyton Hewitt 6–3, 6–3, 6–4 | Sébastien Grosjean | Evgenij Kafel'nikov Juan Carlos Ferrero | Goran Ivanišević Gustavo Kuerten Andre Agassi Patrick Rafter |

### Dicembre
Nessun evento

### Gennaio 2002
| Settimana  | Torneo                                                                               | Vincitore                                          | Finalista              | Semifinalisti | Eliminati ai quarti |
| ---------- | ------------------------------------------------------------------------------------ | -------------------------------------------------- | ---------------------- | ------------- | ------------------- |
| 28 gennaio | Tennis Masters Cup 2001 Bangalore, India Tennis Masters Cup 750 000 $ Cemento Doppio | Ellis Ferreira Rick Leach 6(6)–7, 7–6(2), 6–4, 6–4 | Petr Pála Pavel Vízner |               |                     |

## Debutti
- Karol Beck
- Carlos Berlocq
- Brian Dabul
- Tejmuraz Gabašvili
- Philipp Kohlschreiber
- Lu Yen-hsun
- Florian Mayer
- Rafael Nadal
- Philipp Petzschner
- Michał Przysiężny
- Robin Söderling
- Potito Starace
- Fernando Verdasco